# محمد قدوح (لاعب كرة قدم)
محمد محمود قدوح (مواليد 4 مايو 1993) هو لاعب كرة قدم لبناني يلعب لنادي بنغالورو يونايتد الهندي.

## روابط خارجية
- محمد محمود قدوح على موقع قاعدة بيانات كرة القدم.إي يو (الإنجليزية)
- محمد محمود قدوح على موقع ناشيونال فوتبول تيمز (الإنجليزية)
- محمد محمود قدوح على موقع Soccerway.com (الإنجليزية)
- محمد محمود قدوح على موقع عالم كرة القدم.نت (الإنجليزية)